# Avon Championships of Detroit 1981
L'Avon Championships of Detroit 1981 è stato un torneo di tennis giocato sul sintetico indoor. È stata la 10ª edizione del torneo, che fa parte del WTA Tour 1981. Si è giocato a Detroit negli USA dal 2 all'8 febbraio 1981.

## Campionesse

### Singolare
Leslie Allen ha battuto in finale  Hana Mandlíková con il punteggio di 6–4, 6–4

### Doppio
Rosemary Casals /  Wendy Turnbull hanno battuto in finale  Hana Mandlíková /  Betty Stöve con il punteggio di 6–4, 6–2